# Gerard Garcia Franco
Gerard Garcia Franco (Palma, 1946) és un polític mallorquí, militant del Partit Socialista de les Illes Balears (PSIB-PSOE).

## Càrrecs
- 1983-1989: Regidor de l'Ajuntament de Palma, encarregat de vies, obres i manteniment.
- 1989-1996: Delegat del Govern espanyol a les Illes Balears.